# Tatort: Bienzle und der Mann im Dunkeln
Bienzle und der Mann im Dunkeln ist eine Folge der Krimireihe Tatort. Die Erstausstrahlung des vom Südwestrundfunk produzierten Beitrags fand am 26. März 2000 im Ersten Deutschen Fernsehen statt. Es handelt sich um die 439. Episode der Filmreihe sowie die elfte mit dem Stuttgarter Kommissar Ernst Bienzle.

## Handlung
Ein rauchender Mann beobachtet in der Nacht das Verlassen eines Porsche aus der Garage eines Bungalows. Er öffnet das geschlossene Tor und fährt mit einem Geländewagen mit Frankfurter Kennzeichen in die Garage. Im Hause versucht unterdessen Sandra Steinbeck ihren Freund Marco Strauß telefonisch zu erreichen. Ihr Vater ist mit der Verbindung nicht einverstanden, weil er Strauß kurz zuvor aus seinem Unternehmen gefeuert hatte. Der steht in Feierlaune auf der Terrasse und beobachtet mit seiner Frau Jessica und Bruder Henry ein gigantisches Feuerwerk. Der Raucher kommt maskiert ins Zimmer von Sandra und deutet ihr an, still zu sein. Sie aber schreit laut um Hilfe, daraufhin betäubt und fesselt er sie. Ihre Hilfeschreie wurden von einer Badenden im Swimmingpool gehört, die zur Hilfe eilt. Ihr wird brutal ins Gesicht getreten. Es handelt sich um Annika Rosenberger, die zu Besuch bei ihrer Schwester, Jessica Steinbeck, war. Sie überlebt den Angriff nicht.
Jessica Steinbeck und ihr Mann Erik gehen von einem Unfall aus. Kriminalhauptkommissar Bienzle muss ihnen aber mitteilen, dass Fremdeinwirkung im Spiel war. Dies lässt die beiden noch unruhiger werden, da Sandra verschwunden ist.
Am nächsten Morgen erhält Erik Steinbeck per E-Mail eine Videobotschaft, welche die entführte Sandra zeigt und eine, laut Erik Steinbeck angebliche, Geldforderung enthält. Er bespricht die Situation mit seinem Bruder. Die beiden geraten aneinander. Bienzle wird von Jessica Steinbeck über die Entführung informiert. Dann wird Erik Steinbeck von Marco Strauß angerufen. In der Vernehmung gibt der zu, angerufen zu haben, aber nur weil er sich Sorgen um Sandra gemacht habe. Er sei außerdem vor drei Monaten gemeinsam mit Stefan Steinbeck als Kundenberater entlassen worden. Interessant ist noch, dass Sandra anstatt Stefan Steinbeck die Firma übernehmen soll.
Endlich gibt Erik Steinbeck seiner Frau gegenüber zu, dass er fünf Jahre zuvor Zentrifugen zur Giftgasproduktion nach Ruanda geliefert habe. Die Entführung soll als Druckmittel zur Wiederaufnahme der Lieferungen gelten. Steinbecks fordern ein Lebenszeichen von ihrer Tochter. Noch während des Anrufs kann sie vorerst entkommen und der Polizei ihren möglichen Aufenthaltsort durchgeben. Das heißt: Großeinsatz!
Der Polizeihubschrauber kann den Geländewagen identifizieren, kommt aber dem Fahrzeug zu nahe. Im Kappelbergtunnel kann der Entführer durch den Notausgang fliehen. Die aufgefundene Gesichtsmaske verschärft die Situation für Sandra. Die Eltern sind außer sich. Durch einen Zeugen kann ein ziemlich treffendes Phantombild erstellt werden. Dies führt sehr schnell zum Entführungsort, dem Karateklub, und zu Stefan Steinbeck. Bienzle spricht daraufhin Henry Steinbeck direkt auf Rachemotive seines Sohnes an. Der gibt den Jovialen und nichts preis.
Erik Steinbeck kommt der Lieferforderung nach, aber der Verbleib seiner Tochter ist weiterhin völlig unklar. Dann stellt sich heraus, dass es doch nicht um die Zentrifugenlieferung nach Kigali, sondern um familiäre Dinge ging. Henry Steinbeck, der Drahtzieher der Entführung Sandras, wird nun vom Entführer gezwungen, mehr als den vereinbarten Betrag herauszurücken. An der U-Bahn-Haltestelle Killesberg Messe soll es zur Übergabe kommen. Sandra ist natürlich nicht dabei. Steinbeck wird überwältigt und Tom, der Entführer, rennt mit dem Geldkoffer in den U-Bahn-Schacht. Er wird dort überfahren. Sandra wird in einer dramatischen Situation von ihrem Vater gerettet.

## Rezeption

### Einschaltquote
Die Erstausstrahlung von Bienzle und der Mann im Dunkeln wurde bei der Erstausstrahlung am 26. März 2000 von 6,99 Millionen Zuschauern verfolgt, was einen Marktanteil 19,0 Prozent ausmachte.

### Kritik
Die Kritiker der Fernsehzeitschrift TV Spielfilm stellen Christian Berkel heraus. Fazit:

„Der gut gespielte Film gewinnt an Fahrt.“

Joachim Schmitz von der Neuen Osnabrücker Zeitung ist nicht nur erleichtert, dass der Zuschauer weitgehend von Bienzles und Hannelores Beziehung verschont bleibt, sondern stellt besonders das erstklassige Drehbuch von Martina Brand in den Mittelpunkt seiner Kritik:

„Der Krimi hatte von der ersten bis zur letzten Minute das Zeug, sich in der langen Geschichte des "Tatorts" einen Spitzenplatz zu erobern.“